# PLAY DOLLs
『PLAY DOLLs』（プレイ・ドールズ）は、12012のインディーズ1枚目のオリジナルアルバム。
2006年2月1日にリリースされた。

## 解説
- TYPE-A・Bという2仕様で発売。TYPE-AはCD+DVD形態で、「icy~cold city~」のPVが収録された豪華仕様となっている。TYPE-Bは2枚組CDとなっており、[Disc-2]には「see-saw」という楽曲が収録された特殊仕様になっている。初回盤・通常盤という表記で発売されていない。また、両タイプとも内容の異なったトレーディング・カードが封入されている。
- 収録曲は、まずタイトルを先に全て出した後で、楽曲を作るという形で制作されている。その為、当初発表されていた曲順と多少入れ替わる形にもなった。
- アルバムはすべて1つのストーリーになっており、時系列的には、「shower」(アルバム『not obtain+1』収録)の続きを描いた内容となっている。犯罪を犯し病院の隔離病棟にいた“少年”が自分の生まれ育った街に帰ってきたという設定。
- タイトルのPLAY DOLLsのDOLLsとはその街の住人達を指しており、心を無くした=自己・自我のない人間を表しており、彼らには悪意というものはないが、主人公である“少年”がそういった人々の中で常識を押し付けられ、矯正されそうになっていく葛藤や苦しみ、愛憎をメインに描かれている。そうすることで宮脇渉自身の現実世の中への矛盾なども表現している、と語っている。

## 収録内容

### CD
1. hermit （作詞：W.Miyawaki 作曲：H.Sakai）
すでにライブでは先行して披露されていたナンバー。
2. my room agony （作詞：W.Miyawaki 作曲：12012）
3. wriggle girls （作詞：W.Miyawaki 作曲：H.Sakai）
4. icy~cold city~ （作詞:W.Miayawaki 作曲：H.Sakai）
先行シングルとして雑誌での通販限定という形で発売された曲。宮脇渉曰くこの話の中でも核心になってくる曲で、自分がおかしいのか、外の世界がおかしいのかという自分自身への問いかけが軸になっている。
5. with shallow （作詞：W.Miyawaki 作曲：H.Sakai）
桜と手紙を取り上げたナンバー。
6. melanchory （作詞：W.Miyawaki 作曲：H.Sakai）
7. cheeky doll （作詞:W.Miyawaki 作曲：Y.Suga）
メンバー曰く昔の12012なら考えられなかったというタイプの曲。
8. calf love （作詞：W.Miyawaki 作曲：12012）
9. the swim （作詞：W.Miyawaki 作曲：Y.Suga）
塩谷朋之のシンセピアノから始まるナンバーで、作曲した須賀勇介自身その内容に感服したという。宮脇渉曰く、歌詞の中で宮脇渉と主人公である“少年”との交差が描かれている。
10. queer passion （作詞：W.Miyawaki 作曲：H.Sakai）

[TYPE-A]“icy~cold city~”
1. 「PLAY DOLLs」の世界観のままでアルバムを聞いてもらおうという考えから、PVとして「icy~cold city~」が収録された。

[TYPE-B]see-saw（作詞:W.Miyawaki 作曲：Y.Suga）
1. [TYPE-B]の[Disc-2]に収録されている曲。「PLAY DOLLs」の物語の続きを描いた内容になっている。この「see-saw」のさらに先に会場限定で発売された「Orion」があり、シングル「Heart」と物語は続いていく。